# San Nicolás de Carretas
San Nicolás de Carretas es una población del estado mexicano de Chihuahua, localizada en la zona central del mismo y es cabecera del municipio de Gran Morelos.

## Historia
El origen del poblado que es hoy San Nicolás de Carretas se ubica en el año de 1688 cuando un comerciante de nombre Pedro González estableció un puesto de carretas en las orillas de un río que a consecuencia de ello recibió el nombre de río Carretas esto con el fin de dar el servicio de transporte entre la población minera de Cusihuiriachi y la entonces villa de San Felipe de Chihuahua. El 16 de julio de 1695 los terrenos donde se encontraba el puesto de carretas fueron denunciados por Pedro Durán y Chávez, dando con ello definitivo origen a la población; que acrecentó su importancia al ser establecida en el por sacerdotes franciscanos una misión para la evangelización de la zona que recibió el nombre de San Nicolás de Carretas.
Al consumarse la independencia de México, el 19 de julio de 1823 San Nicolás de Carretas fue constituido en cabecera del municipio del mismo nombre, entre 1931 y 1932 perdió este carácter, al ser suprimido el municipio e incorporado al de Santa Isabel, pero siendo luego restablecido; sin embargo, el 17 de noviembre de 1932 el Congreso de Chihuahua emitió un decreto mediante el cual tanto la población como el municipio de San Nicolás de Carretas cambiaban su nombre por el de Gran Morelos, en honor de José María Morelos y Pavón y como parte de la política laicista de la época que buscaban suprimir los nombres religiosos de la geografía chihuahuense; pero este nuevo nombre nunca adquirió una verdadera arraigo entre la poblaición situación finalmente resuelta el 26 de septiembre de 1995 cuando el nuevo Código Municipal de Chihuahua conservó el nombre de Gran Morelos para el municipio, pero restableció el de San Nicolás de Carretas para la cabecera municipal.

## Localización y demografía
San Nicolás de Carretas se encuentra ubicado en el centro del estado de Chihuahua y en la región comúnmente denominada como la meseta, caracterizada por su clima extremoso, cálido en verano y frío en invierno y por ser mayoritariamente un amplio valle surcado por diversas serranías de poca altitud, todo este sistema forma la parte más norteña de la Altiplanicie Mexicana. Sus coordenadas geográficas son 28°14′55″N 106°30′36″O / 28.24861, -106.51000 y se encuentra a una altitud de 1 680 metros sobre el nivel del mar.
Se localiza a una distancia aproximada de 80 kilómetros al suroeste de la ciudad de Chihuahua y a uno 60 kilómetros al sureste de Cuauhtémoc, forma parte de una región que agrupa a las poblaciones de San Lorenzo y San Francisco de Borja, situadas en las cercanías; tanto estas poblaciones como San Nicolás de Carretas tienen como principal vía de comunicación una carretera estatal que las une con la Carretera Federal 16 en el punto de la población de El Aguaje, y por la cual se comunican con Chihuahua y Cuauhtémoc.
De acuerdo a los resultados del Conteo de Población y Vivienda de 2005 realizado por el Instituto Nacional de Estadística y Geografía, la población total de San Nicolás de Carretas es de 693 habitantes, de los cuales 343 son hombres y 350 son mujeres.